# Station Pont-de-Beauvoisin
Station Pont-de-Beauvoisin is een spoorwegstation in de Franse gemeente Pont-de-Beauvoisin.